# Joachim Camerarius
Joachim Camerarius, O Velho (sinonímia: Johann Kammermeister, Johann Liebhard) (* Bamberg, 12 de abril de 1500 - Leipzig, 17 de abril de 1574), foi humanista, poeta e erudito clássico alemão.  Traduziu obras de autores gregos e latinos.

## Biografia
Era filho de Johannes Kammermeister, camareiro do bispo de Bamberg e vereador da cidade. Fez os primeiros estudos em Bamberg e em 1512 foi para Lípsia onde estudou com o humanista Georg Helt (1485-1545). Em 1516 estudou grego na mesma universidade tendo Petrus Mosellanus como seu professor.
Em 1518 transferiu-se para a Universidade de Erfurt, onde conheceu o humanista Eobanus Hessus, além de Euricius Cordus e Mutianus Rufus. Em 1521, Camerarius continuou seus estudos na Universidade de Wittenberg onde se formou e fez amizade com Filipe Melâncton.  Em 1522 foi nomeado Professor de Zoologia e traduziu História Natural (Naturalis Historia) e Institutos de Oratória (Institutio Oratoria) de Quintiliano. Em 1525 ele se tornou professor de Língua e Literatura Grega e sob a recomendação de Melâncton, em 1526, tornou-se professor de grego e latim no recém fundado Ginásio Egidiano, em Nuremberga. Em 1530 ele foi enviado como deputado a Nuremberga para a Dieta de Augsburgo, onde ele ajudou Melâncton a escrever a Confissão de Augsburgo. Em 1532 traduziu para o latim a obra de Albrecht Dürer chamada Underweysung der Messung sob o título De Sym[m]etria partium in rectis formis hu[m]anorum corporum. Em 1535 foi indicado para a Universidade de Tubinga, onde desempenhou relevante papel na reorganização da universidade. Em 1541 ele exerceu trabalho similar em Lípsia e daí até a sua morte, foi professor da Universidade de Lípsia. Ele desempenhou importante papel no movimento da Reforma, e seus conselhos eram frequentemente procurados pela liderança protestante.

## Vida Profissional
Camerarius publicou inúmeras obras de autores antigos, tais como Demóstenes, Esopo, Heródoto, Homero, Quintiliano, Sófocles, Teócrito, Teofrasto, Xenofonte e Tucídides.  Ele também escreveu inúmeras publicações, incluindo Júlio César e Cícero, e também vários comentários.
Em 1535 ele trocou correspondência com Francisco I com relação à possibilidade de uma reconciliação entre Católicos e Protestantes, e em 1568 Maximiliano II o enviou à Viena para consultá-lo sobre o mesmo assunto.  Morreu em Leipzig, em 17 de Abril de 1574.
Além desses manuscritos antigos, ele foi também autor de obras de história, teologia, educação, matemática e astronomia. Como complementação às suas contribuições para suas pesquisas na área da filologia clássica, Camerarius também prestou serviços relevantes dentro dos modelos pedagógicos para o ensino da ciência.  Muito antes de Comenius (1592-1670), ele desenvolveu um sistema educacional que o grande educador utilizou em sua Didacta Magna mais de uma vez.  Ele publicou mais de 150 obras, incluindo um Catálogo dos Bispos das Principais Sedes, Epístolas Gregas, Relatórios sobre suas viagens, em versos latinos; um Comentário sobre Plauto; um tratado de Numismática; traduziu Euclides para o latim; um livro de cavalaria, Hippocomicus; e as vidas de Helius Eobanus Hessus, Georg von Anhalt, e Philipp Melanchthon.  As suas epístolas familiares (que foram publicadas depois da sua morte) são uma valiosa contribuição para a história da sua época.
Ele produziu a primeira edição em grego dos textos de astrologia de Ptolomeu, o Tetrabiblos, no ano de 1535.  Essa obra foi impressa no formato quatro pelo publicador Frobenius em Nuremberg junto com a tradução de Camerarius para o latim dos livros I, II e partes do livro III e IV, acompanhado de suas observações sobre os dois primeiros livros, o texto grego do Centiloquium (Καρπός) e uma tradução latina de Iovianus Pontanus.  Cego por astrologia, produziu novamente uma segunda edição dos Tetrabiblos em grego no ano de 1553, junto com uma tradução latina de Philipp Melanchthon e o Centiloquium (Καρπός) em latim e grego.  Essa obra foi impressa na Basileia, Suíça no formato oitavo por Johannes Oporinus (1507-1568).

## Família
Seu casamento com Anna Truchseß von Grünberg lhe deu alguns filhos:
- Anna (casada com Esrom Rüdinger, † 16 de setembro de 1558 em Wittenberg)
- Magdalena (* 23 de dezembro de 1529 em Nuremberg; se casou em 1558 na cidade de Leipzig com o teólogo evangélico Johannes Hommel (1518-1562))
- Johannes (* 29 de julho de 1531 em Nuremberg; † 6 de dezembro de 1592 em Königsberg)
- Martha (* 29 de dezembro de 1532 em Nuremberg, † por volta de 17 de fevereiro de 1558)
- Joachim Camerarius, o Jovem (1534-1598) (* Nuremberg, 6 de Novembro de 1534 – Nuremberg, 11 de Outubro de 1598), foi médico, botânico e naturalista alemão.
- Philip Camerarius (Tübingen, 16 de Maio de 1537 - † Nuremberg, 23 de Junho de 1624), jurista e publicador alemão, era o terceiro filho de Joachim Camerarius, O Velho.  Estudou Direito em Leipzig, Tübingen, Estrasburgo, Basileia e também na Itália.  De 1581 até a sua morte foi prorreitor da Universidade de Altdorf.  A sua obra Opera horarum subcissivarum foi publicada pela primeira vez em 1591 (edição ampliada 1602-1609).
- Ursula (1539–1604 casada com Dr. Caspar Jungermann)
- Ludwig (* 25 de junho de 1542 em Leipzig; † 14 de junho de 1582 em Karlsbad)
- Gottfried (* 16 de julho de 1546 em Leipzig † data desconhecida)

## Bibliography
- Este artigo incorpora texto  (em inglês) da Encyclopædia Britannica (11.ª edição), publicação em domínio público.
- Baron, Frank. (1978). Joachim Camerarius (1500–1574): Essays on the History of Humanism during the Reformation . Munich: W. Fink. ISBN 9783770513802
- Brosseder, Claudia. (2005). "The Writing in the Wittenberg Sky: Astrology in Sixteenth-Century Germany". Journal of the History of Ideas. Vol. 66, No. 4 (Oct.), pp. 557–576.
- Bursian, Conrad. (1883). Geschichte der classischen philologie in Deutschland von den anfängen bis zur gegenwart. Munich: R. Oldenbourg. HathiTrust
- Deufert, Marcus. (2012). "Camerarius, Ioachimus", in Brill's New Pauly, Supplement I, Volume 6: History of classical Scholarship (English edition by C. M. Schroeder, 2014) doi:10.1163/2214-8647_bnps6_COM_00112
- Pfeiffer, Rudolf (1976). History of Classical Scholarship from 1300 to 1850. Oxford: Clarendon Press.
- Robbins, F. E., ed. and trans. (1971). Ptolemy, Tetrabiblos (Loeb edition). Cambridge, Mass.: Harvard University Press.
- Sandys, John Edwin. (1908). History of Classical Scholarship. Vol. II. Cambridge: Cambridge University Press. HathiTrust